# Route nationale 110
Die N110 war eine französische Nationalstraße, die 1824 zwischen Vendargues und Alès festgelegt wurde. Sie geht auf die Route impériale 130 zurück. Ihre Länge betrug 61 Kilometer. 2006 wurde sie komplett abgestuft.

## N110a
Die N110A war von 1933 bis 1973 ein Seitenast der N110, der von dieser in Saint-Chrisol-lès-Alès abzweigte und nach Anduze führte. Ihre Länge betrug 8,5 Kilometer. Sie geht auf ein Teilabschnitt der Gc33 zurück.